# Patria FC Tongeren
Patria FC Tongeren was een Belgische voetbalclub uit Tongeren. De club was bij de KBVB aangesloten met stamnummer 71 en had rood en wit als clubkleuren. Patria Tongeren bestond van 1916 tot 1969, toen de club met Tongerse SV Cercle fusioneerde tot KSK Tongeren. Patria speelde in zijn geschiedenis als hoogste positie drie seizoenen in Tweede Klasse. De coördinaten geven de locatie aan van hun terrein, vóór de verhuizing naar het stadion "De Motten" (zie verder).

## Geschiedenis
De club werd opgericht in 1916 als Patria FC Tongres en sloot een jaar later aan bij de UBSFA. In 1929 verscheen Patria voor het eerst in de nationale bevorderingsreeksen, toen de Derde Klasse. De club trof er stadsgenoot Cercle Sportif Tongrois aan. Vier seizoenen later slaagde de ploeg er al in zijn reeks te winnen, en promoveerde zo naar Tweede Klasse. Het verblijf daar is echter van korte duur. Patria eindigde twee maal net boven de degradatieplaatsen, maar werd het derde seizoen afgetekend laatste met slechts 8 punten uit 26 wedstrijden. Patria zakte terug naar Bevordering. Op 24 november 1948 werd de naam vervlaamst naar Patria FC Tongeren en in 1951 kreeg de club de koninklijke titel en ging Koninklijke Patria FC Tongeren heten.
In 1952 slaagde Patria er opnieuw in zijn reeks te winnen. De voetbalbond voerde na dat seizoen echter drastische competitiehervormingen door. Er werd een vierde nationaal niveau gecreëerd, dat de bevorderingsreeksen zou vormen. Het aantal reeksen en clubs in Tweede en Derde Klasse werd sterk gereduceerd. Ondanks zijn titel kon Patria Tongeren zo niet naar Tweede Klasse promoveren, maar bleef in Derde Klasse, dat nu weliswaar een niveau boven de bevorderingsreeksen lag. Patria kreeg opnieuw het gezelschap van stadsgenoot Tongerse SV Cercle, dat door de inkrimping uit Tweede was moeten degraderen. Drie seizoenen later werd Patria voorlaatste in zijn reeks en zakte weer naar Bevordering, nu de Vierde Klasse. In 1966 verliet Patria haar stadion langs de Rode Kruislaan en verhuisde naar het nieuwe stadsstadion “De Motten”.
Enkele jaren later kreeg Patria opnieuw het gezelschap van stadsgenoot Cercle, dat ook langzaamaan wegzakte. Beide clubs gingen uiteindelijk een fusie aan op 1 juli 1969. De nieuwe club heette KSK Tongeren en speelde verder met stamnummer 54 van Tongerse SV Cercle in Vierde Klasse. Het stamnummer 71 van Patria verdween definitief. De fusieclub zou de in korte tijd opnieuw uit het dal klimmen.
De club heeft ook een aantal bekende spelers gehad in zijn rangen waaronder Jef Vliers, Guillaume Raskin en verder ook nog Georges en Henri Licki, Willy, Jean 1, Jean 2 en Vic Rigo, Antoon en Raymond Stas, Romain Nilis, Jean Sente, Jacky Rondas en ook sterren van andere ploegen waaronder John Van Alphen, Willy Saeren en Alfons Sauvage.

## Resultaten
| Seizoen | Klasse | Klasse | Klasse | Klasse | Klasse | Reeks                                     | Punten                                    | Opmerkingen |                                           |
|         | I      | II     | P.II   |        |        |                                           |                                           | |                                           |
| ------- | ------ | ------ | ------ | ------ | ------ | ----------------------------------------- | ----------------------------------------- | --- | ----------------------------------------- |
| 1919/20 |        |        | 6      |        |        | Tweede prov. Limb.                        | 4                                         | |                                           |
| 1920/21 |        |        | 5      |        |        | Tweede prov. Limb.                        | 10                                        | |                                           |
| 1921/22 |        |        | 4      |        |        | Tweede prov. Limb.                        | 7                                         | |                                           |
| 1922/23 |        |        | 4      |        |        | Tweede prov. Limb.                        | 4                                         | |                                           |
| 1923/24 |        |        | 2      |        |        | Tweede prov. Limb.                        | 10                                        | |                                           |
| 1924/25 |        |        | ?      |        |        | Tweede prov. Limb.                        | ?                                         | |                                           |
| 1925/26 |        |        | 3      |        |        | Tweede prov. Limb.                        | 25                                        | |                                           |
|         | I      | II     | III    | P.II   | P.III  | Vanaf 1926/27 zijn er 3 nationale niveaus | Vanaf 1926/27 zijn er 3 nationale niveaus | Vanaf 1926/27 zijn er 3 nationale niveaus                                                                        | Vanaf 1926/27 zijn er 3 nationale niveaus |
| 1926/27 |        |        |        | 2      |        | Tweede prov. Limb.                        | 22                                        | |                                           |
| 1927/28 |        |        |        | 1      |        | Tweede prov. Limb.                        | 31                                        | |                                           |
| 1928/29 |        |        |        | 1      |        | Tweede prov. Limb.                        | 28                                        | Eerste in eindronde met 11 punten                                                                                |                                           |
| 1929/30 |        |        | 7      |        |        | Bevordering C                             | 28                                        | |                                           |
| 1930/31 |        |        | 12     |        |        | Bevordering C                             | 17                                        | |                                           |
| 1931/32 |        |        | 5      |        |        | Bevordering D                             | 30                                        | |                                           |
| 1932/33 |        |        | 1      |        |        | Bevordering D                             | 38                                        | |                                           |
| 1933/34 |        | 12     |        |        |        | Eerste Afdeling B                         | 22                                        | |                                           |
| 1934/35 |        | 11     |        |        |        | Eerste Afdeling B                         | 22                                        | |                                           |
| 1935/36 |        | 14     |        |        |        | Eerste Afdeling A                         | 8                                         | |                                           |
| 1936/37 |        |        | 4      |        |        | Bevordering C                             | 30                                        | |                                           |
| 1937/38 |        |        | 11     |        |        | Bevordering B                             | 23                                        | |                                           |
| 1938/39 |        |        | 8      |        |        | Bevordering D                             | 24                                        | |                                           |
| 1939/40 |        |        |        |        |        |                                           |                                           | Geen competitie door Wereldoorlog II. Patria trad wel aan in Eerste provinciale en eindigde tweede met 16 punten |                                           |
| 1940/41 |        |        |        |        |        |                                           |                                           | Geen competitie door Wereldoorlog II                                                                             |                                           |
| 1941/42 |        |        | 8      |        |        | Bevordering D                             | 25                                        | |                                           |
| 1942/43 |        |        | 8      |        |        | Bevordering A                             | 32                                        | |                                           |
| 1943/44 |        |        | 14     |        |        | Bevordering D                             | 25                                        | |                                           |
| 1944/45 |        |        |        |        |        |                                           |                                           | Geen competitie door Wereldoorlog II. Patria trad wel aan in Eerste provinciale en eindigde derde met 14 punten  |                                           |
| 1945/46 |        |        | 7      |        |        | Bevordering D                             | 38                                        | |                                           |
| 1946/47 |        |        | 6      |        |        | Bevordering C                             | 38                                        | |                                           |
| 1947/48 |        |        | 10     |        |        | Bevordering B                             | 29                                        | |                                           |
| 1948/49 |        |        | 12     |        |        | Bevordering C                             | 25                                        | |                                           |
| 1949/50 |        |        | 11     |        |        | Bevordering D                             | 26                                        | |                                           |
| 1950/51 |        |        | 4      |        |        | Bevordering C                             | 32                                        | |                                           |
| 1951/52 |        |        | 1      |        |        | Bevordering D                             | 43                                        | Geen promotie omwille van competitiehervorming                                                                   |                                           |
|         | I      | II     | III    | IV     | P.I    | Vanaf 1952/53 zijn er 4 nationale niveaus | Vanaf 1952/53 zijn er 4 nationale niveaus | Vanaf 1952/53 zijn er 4 nationale niveaus                                                                        | Vanaf 1952/53 zijn er 4 nationale niveaus |
| 1952/53 |        |        | 13     |        |        | Derde klasse A                            | 25                                        | |                                           |
| 1953/54 |        |        | 5      |        |        | Derde klasse B                            | 32                                        | |                                           |
| 1954/55 |        |        | 15     |        |        | Derde klasse A                            | 18                                        | |                                           |
| 1955/56 |        |        |        | 8      |        | Vierde Klasse D                           | 31                                        | |                                           |
| 1956/57 |        |        |        | 4      |        | Vierde Klasse A                           | 34                                        | |                                           |
| 1957/58 |        |        |        | 10     |        | Vierde Klasse D                           | 28                                        | |                                           |
| 1958/59 |        |        |        | 9      |        | Vierde Klasse D                           | 28                                        | |                                           |
| 1959/60 |        |        |        | 4      |        | Vierde Klasse B                           | 34                                        | |                                           |
| 1960/61 |        |        |        | 7      |        | Vierde Klasse C                           | 30                                        | |                                           |
| 1961/62 |        |        |        | 12     |        | Vierde Klasse D                           | 28                                        | |                                           |
| 1962/63 |        |        |        | 14     |        | Vierde Klasse C                           | 22                                        | |                                           |
| 1963/64 |        |        |        | 12     |        | Vierde Klasse C                           | 27                                        | |                                           |
| 1964/65 |        |        |        | 2      |        | Vierde Klasse A                           | 45                                        | |                                           |
| 1965/66 |        |        |        | 2      |        | Vierde Klasse B                           | 44                                        | |                                           |
| 1966/67 |        |        |        | 8      |        | Vierde Klasse C                           | 31                                        | |                                           |
| 1967/68 |        |        |        | 3      |        | Vierde Klasse D                           | 41                                        | |                                           |
| 1968/69 |        |        |        | 7      |        | Vierde Klasse B                           | 33                                        | |                                           |